# Leptanthura antarctica
Leptanthura antarctica là một loài chân đều trong họ Leptanthuridae. Loài này được Kussakin miêu tả khoa học năm 1967.